# Georg Rimensberger
Georg Rimensberger (* 1. März 1928 in Niederuzwil; † 14. August 1998 in Wil SG; heimatberechtigt in Henau SG bzw. später Uzwil SG) war ein Schweizer Maler, Grafiker und Plastiker.

## Leben
Georg Rimensberger wurde in Niederuzwil als Sohn von Gottlieb Rimensberger, einem Schreiner, und Theresia Rimensberger geboren. Er wuchs dort an der Oswald-Heer-Gasse 8 auf. Sein Bruder Leo Rimensberger war auch künstlerisch tätig. Nach dem Schulbesuch absolvierte Rimensberger eine Lehre als Stoffdruck-Entwerfer mit künstlerischer Ausbildung am Gewerbemuseum in St. Gallen. Schliesslich arbeitete er in einem grafischen Atelier, während er sich an der Kunstgewerbeschule weiterbildete. Er studierte 1952 ausserdem in Rom. Ab 1953 arbeitete Rimensberger als freischaffender Maler und Grafiker. 1971 zog Rimensberger in die Wiler Altstadt um. Er war zweimal verheiratet. Er starb 1998 im Alter von 70 Jahren.

## Werk
Rimensberger erstellte zahlreiche Unternehmenslogos, die bis heute eingesetzt werden, gestaltete aber auch Briefmarken. Schweizweit bekannt wurde seine Briefmarkenserie für Pro Juventute, auf der Märchendarstellungen zu sehen sind. Rimensberger schuf diverse Wandgemälde. Er galt auch als Experte für Heraldik. Er gestaltete beispielsweise historische Wappen, zum Beispiel diejenigen die an der West- und Südfassade des Hofs zu Wil zu sehen sind. Ausserdem betätigte sich Rimensberger an lokalhistorischen Forschungen.
Sein Malstil war stark von Ferdinand Gehr beeinflusst. Sein Archiv liegt heute bei der Ortsbürgergemeinde Wil und dem Archiv der Gemeinde Uzwil.

## Werke (Auswahl)
- Zur Gründung des Johanniterhauses Bubikon. In: Jahresheft der Ritterhausgesellschaft Bubikon, 1993. Band 57, S. 27–32.
- Frühe Siegel der Freiherren von Sax. In: Werdenberger Jahrbuch. Beiträge zu Geschichte und Kultur der Gemeinden Wartau, Sevelen, Buchs, Grabs, Gams und Sennwald, 1994. Band 7, 1994, S. 119–121 (Digitalisat in E-Periodica).
- Das Ortswappen von Schwarzenbach. In: Jahrbuch der Gemeinde Jonschwil, 1994. Jonschwil 1994, S. 43–45.
- Der Burgname Toggenburg. Ein Rätsel. In: Toggenburger Annalen, 1995. Fischer, Uzwil 1995, S. 87–89 (digishelf.de).